# Nimrods Staudamm
Koordinaten: 34° 0′ 0″ N, 44° 10′ 0″ O
Nimrods Staudamm war ein historischer Staudamm am Tigris und wurde rund 2000 v. Chr. in Mesopotamien unter der Herrschaft von König Nimrod gebaut. Er stand südlich von Samarra und nördlich von Bagdad.
Nimrod ist eine sagenhafte Gestalt, wird u. a. in der Bibel erwähnt und mit verschiedenen historischen Herrschern in Mesopotamien in Verbindung gebracht.

## Der Staudamm
Der Damm soll ein Erddamm mit Holz und Schilf gewesen sein und eine Höhe von 40 Fuß gehabt haben, das entspricht 12 m. Der Tigris wurde um 8 m aufgestaut. Der Damm leitete den Tigris zur Bewässerung in ein neues Bett um (in Fließrichtung gesehen nach links, siehe Lageplan von Smith) und diente auch dem Hochwasserschutz. Weil der gesamte Tigris umgeleitet wurde, brauchte der Damm kein Entnahmebauwerk und keine Hochwasserentlastung.
An dem Damm begann ein ca. 300 km langer und ca. 100 m breiter Kanal (der Nahrawan-Kanal), der das Wasser zur Bewässerung weiterleitete. Der Kanal wurde nach Wölfel im 3. Jahrtausend v. Chr. gebaut, möglicherweise etwa zur selben Zeit wie der Nimrod-Staudamm, nach anderen Angaben im 3. Jahrhundert n. Chr. Der Staudamm ist archäologisch nicht nachweisbar, aber der Kanal ist historisch belegt und Reste sind heute noch vorhanden.
Nach Wölfel verfiel der Nimrod-Staudamm im 7. Jahrhundert. Nach Jansen wurde Nimrods Damm erst nach 1258 in mongolischer Zeit zerstört und ist als Marduk-Damm bekannt. Marduk ist möglicherweise identisch mit Nimrod. Der Tigris kehrte in sein altes Bett zurück. Auch nach Smith bestand der Damm etwa bis zum Jahr 1200.